# Fenyő Sándor
Fenyő Sándor, 1902-ig Fink Sándor (Pest, 1864. május 11. – Bécs, 1930. június 18.) újságíró, lapszerkesztő.

## Élete
Fink Henrik és Steiner Emma (1841–1907) gyermekeként született zsidó családban. Apja a Pannónia Gőzmalom Társaság cégvezetője volt. A Budapesti Tudományegyetemen orvosi tanulmányokat folytatott, azonban az újságírás miatt tanulmányait nem fejezte be. 1881-től a függetlenségi Egyetértés munkatársa, 1885-től a Pesti Napló segédszerkesztője volt. 1891-ben részt vett a Magyar Hírlap megalapításában, s annak 1897-től felelős szerkesztőjeként működött. 1901-ben konfliktusba keveredett a lap új tulajdonosával, Hertzka Tivadarral, s ezért felmondta állását. Hamarosan megvásárolta az Egyetértést, amelynek főszerkesztője lett. 1904-ben szemérem ellen való erőszakban bűnösnek találták, s több havi fogházbüntetésre ítélték. Szabadulása után külföldre költözött, s Bécsben telepedett le mint a Norddeutscher Lloyd hajózási társaság ausztriai és magyarországi vezérképviselője. Egy bécsi szanatóriumban halt meg szívbénulás következtében.
Házastársa Magaziner Erzsébet volt, Magaziner Dávid tőzsdebizományos és Büchler Ilona lánya, akit 1902. július 2-án Budapesten, az Erzsébetvárosban vett nőül. 1929-ben elváltak.